# Qatar Open 2022
Qatar Total Open 2022, cunoscut și sub numele de Qatar TotalEnergies Open, a fost un turneu profesionist de tenis feminin care s-a disputat pe terenuri cu suprafețe dure. A fost cea de-a 20-a ediție a evenimentului și un turneu de nivel WTA 1000 în sezonul WTA Tour 2022. A avut loc la complexul internațional de tenis și squash din Doha, Qatar, între 21 și 28 februarie 2022.

## Campioni

### Simplu feminin
Pentru mai multe informații consultați Qatar Open 2022 – Simplu

### Dublu feminin
Pentru mai multe informații consultați Qatar Open 2022 – Dublu

## Distribuția punctelor
| Probă  | C   | F   | SF  | QF  | R16 | R32 | Q   | Q3  | Q2  | Q1  |
| Simplu | 900 | 585 | 350 | 190 | 105 | 60  | 1   | 30  | 20  | 1   |
| Dublu  | 900 | 585 | 350 | 190 | 105 | 1   | N/A | N/A | N/A | N/A |

## Premii în bani
| Probă   | C        | F        | SF       | QF      | R16     | R32     | R56    | Q2     | Q1     |
| Simplu  | $605,000 | $304,005 | $151,515 | $69,775 | $34,500 | $17,800 | $9,100 | $5,080 | $2,620 |
| Dublus* | $172,000 | $87,000  | $43,500  | $21,700 | $11,000 | $5,500  | N/A    | N/A    | N/A    |

*per echipă